# آذان الغزال (نبات)
آذان الغزال أو لسان الكلب أو أدن الأرنب أو لسان الثور المخزني (الاسم العلمي: Cynoglossum officinale) هو نبات عشبي من فصيلة الحمحمية.